# Layle Lane
Layle Lane, née le 26 novembre 1893 à Marietta (États-Unis) et morte le 2 février 1976 à Cuernavaca (Mexique), est une personnalité des droits civiques.

## Biographie
Layle Lane naît le 26 novembre 1893 à Marietta en Géorgie. Elle est la quatrième fille du révérend Calvin Lane et d'Alice Virginia Clark Lane, une ancienne institutrice.
Elle déménage dans le New Jersey avec ses parents alors qu'elle est encore à l'école. Elle est diplômée du Hunter College, de l'université Howard et de l'université Columbia.
Layle Lane participe aux mouvements sociaux de Harlem des années 1920 jusqu'au milieu des années 1950, date à laquelle elle se retire du système scolaire pour aller vivre au Mexique.
Layle Lane meurt le 2 février 1976 à Cuernavaca, au Mexique.